# Christian Sprenger
Christian Sprenger  (6 de abril de 1983, Ludwigsfeld, Alemania) es un entrenador de balonmano alemán y exjugador del mismo deporte. Su último club fue el THW Kiel.
Fue un componente de la Selección de balonmano de Alemania con la que jugó 86 partidos y marcó 344 goles.

## Equipos

### Como jugador
- SC Magdeburg (2002-2009)
- THW Kiel (2009-2017)

### Como entrenador
- TSV Altenholz (2017- ) (segundo entrenador)

## Palmarés

### THW Kiel
- Liga de Campeones (2010 y 2012)
- Bundesliga (2010, 2012, 2013, 2014, 2015)
- Copa de Alemania (2011, 2012, 2013, 2017)
- Supercopa de Alemania (2011, 2012, 2014, 2015)
- Mundial de Clubes (2011)

### SC Magdeburg
- Liga de Campeones (2002)
- Copa EHF (2007)

### Consideraciones personales
- Elegido en el equipo ideal de la Bundesliga (2012)
- Mejor extremo derecho del Europeo (2012)